# Risco de las Cuevas
El Risco de las Cuevas es un yacimiento arqueológico situado en las proximidades del municipio de Perales de Tajuña, en la Comunidad de Madrid. Fue declarado Conjunto Histórico Artístico en 1931 y en la actualidad está inscrito en el registro de Bienes de Interés Cultural de la Comunidad de Madrid en la categoría de monumento.

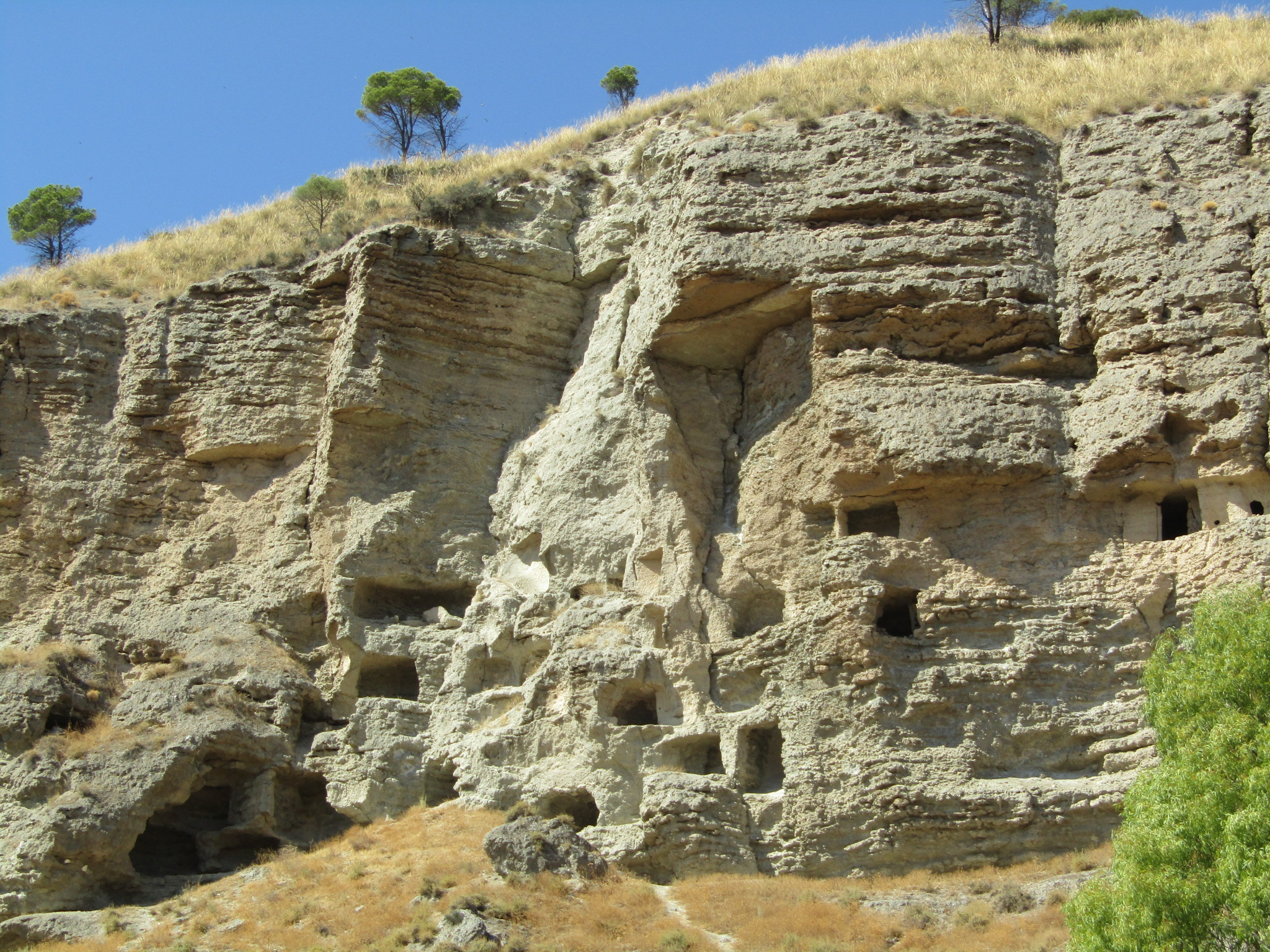

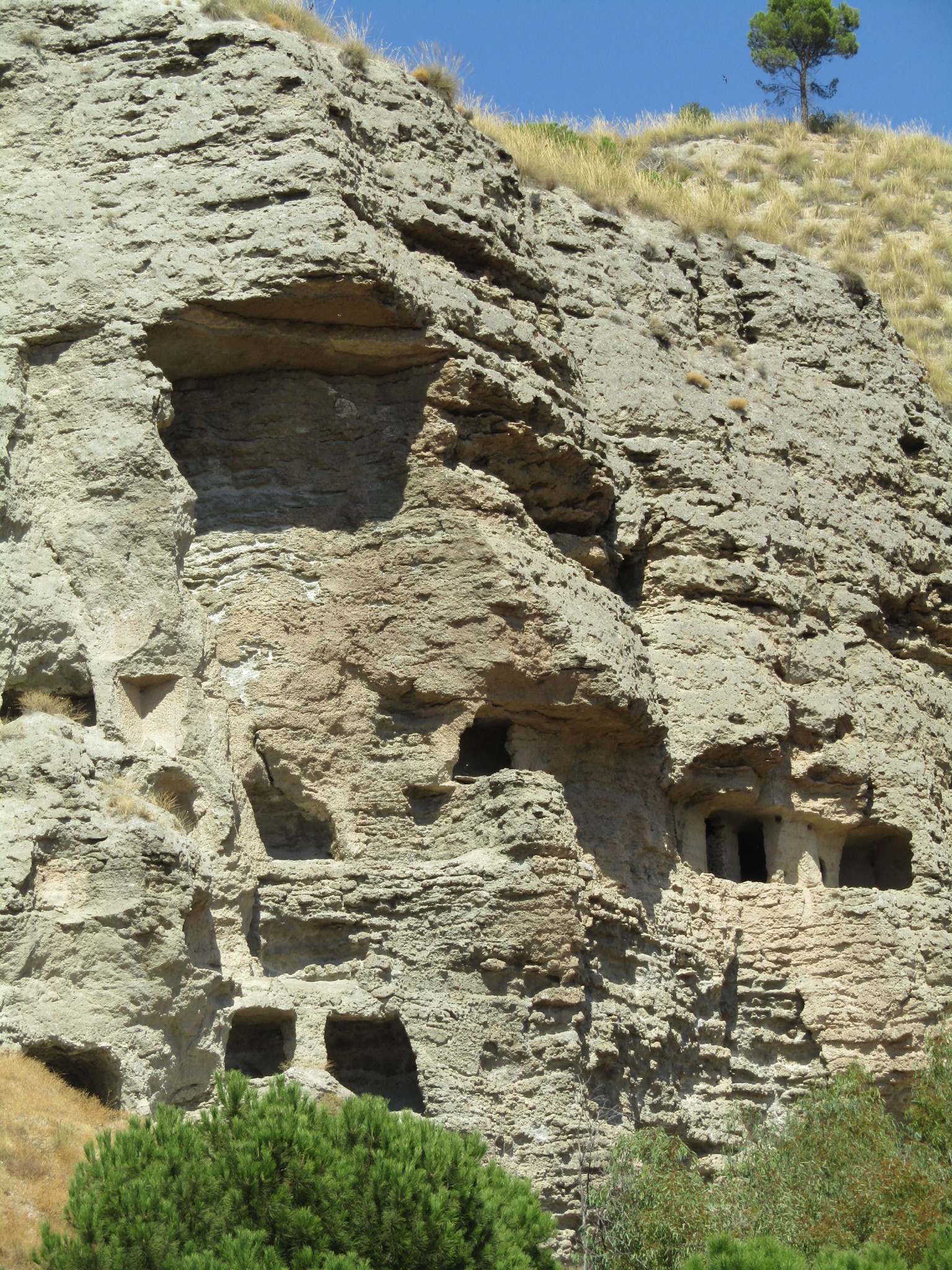

Se trata de un conjunto de unas 50 cuevas talladas sobre un farallón de yesos en la ladera de la margen derecha del Tajuña, a 350 del río, 638 m s. n. m. y una superficie de 1,21 ha. El entorno se compone de suelos terciarios del mioceno (yesos masivos grises y especulares y margas), y terrenos productivos no labrados de tomillo, aliagas, esparto, cardos y chaparros de monte bajo.
Las cuevas son de planta trapezoidal en su mayoría, con estancias de 3 o 4 metros de lado y 2 o 3 de altura, excavadas con instrumentos y enlucidas. Se aprecian oquedades multifuncionales: para encajar puertas, nichos, un pilar... Los restos arqueológicos hallados se remontan al Neolítico o Calcolítico y hasta la Edad Media.
Actualmente, las cuevas se van destruyendo progresivamente debido a la formación geológica (yesos) en la que se emplazan y al acceso indiscriminado a ellas, encontrándose totalmente vacías y arrasadas de restos arqueológicos